# Wereldkampioenschappen schermen 2015
De 63ste wereldkampioenschappen schermen werden gehouden in Moskou, Rusland van 13 tot en met 19 juli 2015. De organisatie lag in de handen van de FIE.

## Wedstrijdschema
| ● | Openingsceremonie | ● | Kwalificaties | ● | Finale |

| juli               | juli               | 13             | 14             | 15             | 16             | 17             | 18             | 19             | Totaal |
| ------------------ | ------------------ | -------------- | -------------- | -------------- | -------------- | -------------- | -------------- | -------------- | ------ |
| Ceremonies         | Ceremonies         | ●              |                |                |                |                |                |                |        |
| Degen individueel  | Degen individueel  |                | Mannen Vrouwen | Mannen Vrouwen |                |                |                |                | 2      |
| Degen ploegen      | Degen ploegen      |                |                |                |                | Mannen Vrouwen | Mannen Vrouwen |                | 2      |
| Floret individueel | Floret individueel |                |                | Mannen Vrouwen | Mannen Vrouwen |                |                |                | 2      |
| Floret ploegen     | Floret ploegen     |                |                |                |                |                | Mannen Vrouwen | Mannen Vrouwen | 2      |
| Sabel individueel  | Sabel individueel  | Mannen Vrouwen | Mannen Vrouwen |                |                |                |                |                | 2      |
| Sabel ploegen      | Sabel ploegen      |                |                |                | Mannen Vrouwen | Mannen Vrouwen |                |                | 2      |
| Totaal             | Totaal             |                | 2              | 2              | 2              | 2              | 2              | 2              | 12     |

## Medailles

### Mannen
| Onderdeel          | Goud | Goud                                                               | Zilver | Zilver                                                                  | Brons   | Brons                                                    |
| ------------------ | ---- | ------------------------------------------------------------------ | ------ | ----------------------------------------------------------------------- | ------- | -------------------------------------------------------- |
| Degen individueel  | HUN  | Géza Imre                                                          | FRA    | Gauthier Grumier                                                        | KOR DEN | Jung Seung-hwa Patrick Jørgensen                         |
| Floret individueel | JPN  | Yūki Ōta                                                           | USA    | Alexander Massialas                                                     | RUS USA | Artoer Achmatchoezin Gerek Meinhardt                     |
| Sabel individueel  | RUS  | Aleksej Jakimenko                                                  | USA    | Daryl Homer                                                             | ROU GER | Tiberiu Dolniceanu Max Hartung                           |
| Degen ploegen      | UKR  | Anatoli Herej Dmytro Karjoetsjenko Maksym Chvorost Bohdan Nikisjyn | KOR    | Jung Seung-hwa Kweon Young-jun Na Jong-kwan Park Kyoung-doo             | SUI     | Peer Borsky Max Heinzer Fabian Kauter Benjamin Steffen   |
| Floret ploegen     | ITA  | Giorgio Avola Andrea Baldini Andrea Cassarà Daniele Garozzo        | RUS    | Artoer Achmatchoezin Aleksej Tsjeremisinov Renal Ganejev Dmitri Rigin   | CHN     | Chen Haiwei Lei Sheng Li Chen Ma Jianfei                 |
| Sabel ploegen      | ITA  | Luca Curatoli Aldo Montano Diego Occhiuzzi Enrico Berrè            | RUS    | Kamil Ibragimov Nikolaj Kovaljov Veniamin Resjetnikov Aleksej Jakimenko | GER     | Max Hartung Nicolas Limbach Matyas Szabo Benedikt Wagner |

### Vrouwen
| Onderdeel          | Goud | Goud                                                                | Zilver | Zilver                                                                 | Brons   | Brons                                                                  |
| ------------------ | ---- | ------------------------------------------------------------------- | ------ | ---------------------------------------------------------------------- | ------- | ---------------------------------------------------------------------- |
| Degen individueel  | ITA  | Rossella Fiamingo                                                   | SWE    | Emma Samuelsson                                                        | TUN CHN | Sarra Besbes Xu Anqi                                                   |
| Floret individueel | RUS  | Inna Deriglazova                                                    | RUS    | Aida Sjanajeva                                                         | ITA USA | Arianna Errigo Nzingha Prescod                                         |
| Sabel individueel  | RUS  | Sofja Velikaja                                                      | FRA    | Cécilia Berder                                                         | HUN CHN | Anna Márton Shen Chen                                                  |
| Degen ploegen      | CHN  | Hao Jialu Sun Yiwen Sun Yujie Xu Anqi                               | ROU    | Ana Maria Brânză Loredana Dinu Simona Gherman Simona Pop               | UKR     | Olena Kryvytska Ksenia Panteljejeva Anfisa Potsjkalova Jana Sjemjakina |
| Floret ploegen     | ITA  | Martina Batini Elisa Di Francisca Arianna Errigo Valentina Vezzali  | RUS    | Joelia Birjoekova Inna Deriglazova Larisa Korobejnikova Aida Sjanajeva | FRA     | Anita Blaze Astrid Guyart Pauline Ranvier Ysaora Thibus                |
| Sabel ploegen      | RUS  | Jekaterina Djatsjenko Jana Jegorjan Joelia Gavrilova Sofja Velikaja | UKR    | Olga Charlan Alina Komasjtsjoek Olena Kravatska Olena Voronina         | USA     | Ibtihaj Muhammad Anne-Elizabeth Stone Dagmara Wozniak Mariel Zagunis   |

### Medaillespiegel
| Plaats | Land             | Goud | Zilver | Brons | Totaal |
| 1      | Rusland          | 4    | 4      | 1     | 9      |
| 2      | Italië           | 4    | 0      | 1     | 5      |
| 3      | Oekraïne         | 1    | 1      | 1     | 3      |
| 4      | China            | 1    | 0      | 3     | 4      |
| 5      | Hongarije        | 1    | 0      | 1     | 2      |
| 6      | Japan            | 1    | 0      | 0     | 1      |
| 7      | Verenigde Staten | 0    | 2      | 3     | 5      |
| 8      | Frankrijk        | 0    | 2      | 1     | 3      |
| 9      | Roemenië         | 0    | 1      | 1     | 2      |
| 9      | Zuid-Korea       | 0    | 1      | 1     | 2      |
| 11     | Zweden           | 0    | 1      | 0     | 1      |
| 12     | Duitsland        | 0    | 0      | 2     | 2      |
| 13     | Denemarken       | 0    | 0      | 1     | 1      |
| 13     | Tunesië          | 0    | 0      | 1     | 1      |
| 13     | Zwitserland      | 0    | 0      | 1     | 1      |
| Totaal | Totaal           | 12   | 12     | 18    | 42     |